# Менезиш, Гарсия де
Дон Гарсия ди Менезиш (порт. Garcia de Meneses, ок. 1450—1484) — епископ Эворы (1471—1484), военный и политический деятель Португалии XV века. Сын Дуарте ди Менезиша, португальского капитан-губернатора (порт. primeiro capitão) анклава в Северной Африке Ксар ес-Сегир (порт. Ksar es-Seghir) и его второй жены Изабель ди Кастро (порт. Isabel de Castro), дочери управляющего двора принца Генриха Мореплавателя. С ранних лет интересовался как военными делами, так и религиозными. Получил хорошее образование, писал на латыни. Не будучи старшим сыном, он не унаследовал ни одного из обилия отцовских графский титулов. В 1471 году назначен епископом Эворы (встречается дата 1472 год).
Во времена войны за кастильское наследство был военачальником принца Жуана (будущего короля Жуана II), отличился в битве при Торо (вместе с принцем Жуаном командовал левым крылом португальского войска). Арьергардом левого крыла командовал двоюродный брат Гарсии ди Менезиша Педро ди Менезиш (известный в литературе как Педро Менезиш II), губернатор Сеуты в 60-х годах XV века, Маркиз Вила-Реал. Гарсия ди Менезиш упоминается как командир португальцев в компании февраля 1479 года — финальной стадии войны за кастильское наследство. Португальская армия выдвинулась в Эстремадуру, которая несколько ранее перешла под контроль сил лояльных кастильцам. Силы португальцев включали до 1000 рыцарей, пехоту, а также 180 рыцарей ордена Сантьяго. 24 февраля недалеко от Ла-Альбуэра произошло сражение с кастильской армией, в последовавшей упорной битве португальцы вынуждены были отступить.
Гарсия ди Менезиш возглавлял турецкий поход 1481 года — португальскую военную экспедицию, в захваченный турками южноитальянский город Отранто, организованную папой Сикстом IV. Ездил с визитами к папе в Рим, в начале 1480-х годов был назначен личным представителем папы в Епархию Гуарды.
В 1484 году он оказался вовлечённым в заговор вельмож против короля Жуана II, возглавляемый герцогом Визеу. Заговор оказался раскрыт, Жуан II собственноручно заколол герцога Визеу. Заговорщиков арестовали, Менезиша заключили в Замок Палмела, где ом умер в том же 1484 году (встречается дата 1485 год). По одним источникам, он был убит по приказу короля, по другим — отравлен. Часть источников считает, что он умер ненасильственной смертью.